# Anthony Baez
Anthony Ramon Baez, né le 20 septembre 1965, est un garde de sécurité décédé immédiatement après une altercation avec la police, le 22 décembre 1994, à l'âge de 29 ans. 

## Circonstances
Sa mort survient tôt le matin sur Cameron Place, dans le quartier de Mount Hope dans le Bronx, New York. L'échauffourée qui lui coutera la vie débute quand Anthony Baez et ses frères heurtent accidentellement une voiture de police avec leur ballon de football, vers 1h30 du matin. Les frères Baez continuent alors leur jeu dans la direction opposée. L'agent Francis Livoti arrête d'abord David Baez pour trouble à l'ordre public. Il tente ensuite d'arrêter Anthony Baez qui, en signe de protestation contre l'arrestation de son frère, croise et plaque ses bras contre sa poitrine. Une bagarre éclate alors, d'autres agents arrivent sur les lieux à ce moment. Baez est maîtrisé, il perd connaissance, il est alors transporté à l'hôpital, où il sera déclaré mort des suites d'une asphyxie. La mesure dans laquelle les officiers ont contribué à sa mort déclenche une controverse, l'attention se fixe en particulier sur l'hypothèse de l'emploi illégal par Francis Livoti d'une prise d'étranglement.

## Détails personnels
Anthony Baez mesurait 1m67 et pesait 120 kg, il était de plus asthmatique[réf. nécessaire]. Baez aurait résisté à son arrestation, la police affirmant qu'il a ainsi fallu quatre agents pour le menotter et le plaquer au sol[réf. nécessaire]. L'ambulance dépêchée par le sergent  William Monahan n'arrive jamais, les policiers conduisent eux-mêmes Baez aux urgences. Le médecin légiste officiant pour la ville New York statue que la mort d'Anthony Baez est due à une asphyxie provoquée par la « compression de son cou et de sa poitrine » ainsi qu'à une crise d'asthme aigüe. Le Dr Hirsch déclare que la classification de l'affaire en homicide indique que le décès a été causé « entièrement ou partiellement » par « les actes d'une tierce personne »[réf. nécessaire].
Phil Caruso, le président de la Patrolmen's Benevolent Association, déclare qu'Anthony Baez « a résisté violemment quand ils ont tenté de lui mettre les menottes, c'est là qu'il a eu la crise d'asthme ». Le sergent William Monahan, pour sa part, témoignera plus tard qu'après la lutte, il a vu M. Baez, menotté, se lever et marcher brièvement avec l'aide de l'agent Francis Livoti, contredisant les affirmations de la famille de Baez, selon lesquelles il était déjà inerte lorsqu'on lui a passé les menottes .
Livoti faisait déjà l'objet de plusieurs plaintes civiles pour usage excessif de la force, mais aucune n'a été reconnue comme justifiée par la Commission civile de révision des plaintes.

## Procès et enquêtes criminels
En mars 1995, un grand jury du Bronx inculpe Livoti d'homicide involontaire au deuxième degré. Le chef d'accusation d'homicide est d'abord rejeté après la publication d'un acte d'inculpation erroné.
En décembre 1995, Livoti est de nouveau inculpé d'homicide par négligence criminelle . Le procès de Livoti commence en septembre 1996. Il renonce à son droit à un procès devant jury et choisit à la place de faire entendre l'affaire uniquement par un juge. En octobre 1996, l'agent Francis Livoti est acquitté par l'ancien juge de la Cour suprême de New York, Jerry Sheindlin . L'acquittement est accueilli par un tollé général et des émeutes durant lesquelles un capitaine de police reçoit des coups de feu dans un acte de « vengeance ».
En 1998, des procureurs fédéraux accusent Livoti de violations des droits civils, à l'instar des affaires intentées contre les policiers de Los Angeles Stacey C. Koon et Laurence Powell pour le passage à tabac de Rodney King . L'agent Daisy Boria considérée comme un parent éloigné des Baez est présente lors de son arrestation en 1994. Elle contredit trois de ses collègues policiers, y compris son partenaire. Boria témoigne qu'elle n'a vu aucune confrontation entre Livoti et Baez. Cependant, en 1987, elle avait été inculpée de parjure par le procureur du district de Manhattan pour avoir menti au sujet d'une affaire d'assurance. Elle est ensuite acquittée. En 2003, des poursuites disciplinaires sont intentées contre deux autres officiers, Mario Erotokritou et Anthony Farnan, impliqués dans la mort d'Anthony Baez. Les deux agents sont renvoyés sommairement[réf. nécessaire].
Pour sa défense, Livoti nie avoir utilisé une prise d'étranglement, affirmant que tout étouffement était involontaire et qu'il n'a pas causé les blessures ou la mort de Baez. Trois agents présents sur les lieux témoignent qu'ils n'ont vu personne appliquer une prise d'étranglement sur Baez. Ils affirment que Baez résistait à son arrestation lorsque Livoti le menotte et que Baez était conscient après avoir été maîtrisé. Le père et les frères de Baez déclarent de leur côté que Livoti a bel et bien employé une prise d'étranglement, et que Baez était inerte quand Livoti lui passe les menottes. L'officier Francis Livoti soutient également que le tribunal du district est défaillant en ne reconnaissant pas que Baez avait une part de responsabilité dans la confrontation en résistant à ses efforts (ceux de Livoti) pour le menotter (Baez) . Les procureurs rétorquent qu'il n'y avait aucune raison légitime pour l'arrestation en premier lieu, qu'heurter accidentellement une voiture de police avec un ballon de football ne constitue pas un crime.

## Conclusion
Le 26 juin 1998, Livoti est reconnu coupable par la Cour fédérale de Manhattan d'avoir violé les droits civils d'Anthony Baez, il est condamné à sept ans et demi de prison dans un établissement fédéral. Livoti est libéré en avril 2005, après avoir purgé six ans et demi .
La mort d'Anthony Baez a suscité une large attention médiatique[réf. nécessaire]. La mort de Baez est, pour ceux qui dénoncent la promptitude de la police à employer la force de manière mortelle, un exemple emblématique de ces dérives. Parmi les affaires impliquant des brutalités policières du NYPD en 1994, le cas Baez est la troisième et la plus notable, les policiers concernés dans ces cas antérieurs ayant été acquittés .
En 1995, la veuve de Baez dépose une réclamation pour décès injustifié de 13 millions de dollars. Après des négociations avec le NYPD, elle obtient 3 millions de dollars en octobre 1998.
En 2000, la rue où est mort Baez est rebaptisée Anthony Baez Place.

## Filmographie
Un film documentaire, Ever Mother's Son, retraçant les parcours des mères de trois hommes tués par le NYPD ainsi que leurs efforts juridiques et politiques, est réalisé en 2004. Il porte sur les cas de Gidone Busch (en), Amadou Diallo et Baez.

## Voir également
- Liste des meurtres commis par des agents des forces de l'ordre aux États-Unis (en)